# Live Seeds
Live Seeds es el primer álbum en directo "oficial" de la banda Nick Cave and the Bad Seeds. El álbum incluye la canción "Plain Gold Ring", escrita por Nina Simone y nunca editada en estudio. El álbum se grabó en directo en varios recitales dados en Europa y Australia, durante la gira de promoción del disco Henry's Dream, entre 1992 y 1993.

## Lista de canciones
- Todas las canciones compuestas por Nick Cave, excepto donde se indica lo contrario

1. "The Mercy Seat"  – 4:43 (Cave, Mick Harvey)
2. "Deanna"  – 4:42
3. "The Ship Song"  – 4:18
4. "Papa Won't Leave You, Henry"  – 6:28
5. "Plain Gold Ring"  – 5:03 (George Stone)
6. "John Finn's Wife"  – 5:43
7. "Tupelo"  – 6:05 (Cave, Barry Adamson, Mick Harvey)
8. "Brother, My Cup Is Empty"  – 3:13
9. "The Weeping Song"  – 3:59
10. "Jack the Ripper"  – 3:49
11. "The Good Son"  – 4:27
12. "From Her to Eternity"  – 4:53 (Cave, Anita Lane, Barry Adamson, Blixa Bargeld, Hugo Race, Mick Harvey)
13. "New Morning"  – 3:22

## Personal
- Nick Cave – voz
- Blixa Bargeld – guitarra, coros
- Mick Harvey – guitarra, xilófono, coros
- Martyn Casey – bajo, coros
- Conway Savage – piano, órgano, coros
- Thomas Wydler – batería

Mezclado en Atlantic Studios, Melbourne, Australia, entre enero y febrero de 1993.